# 恩斯特·托勒爾

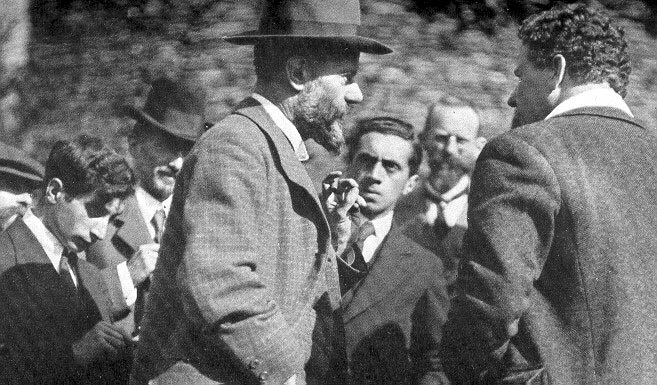
恩斯特·托勒爾（背對者）

恩斯特·托勒爾（Ernst Toller，1893年12月3日—1939年5月22日）是1920年代最出名的德國劇作家之一，也是德國表現主義戲劇的重要代表作者，與喬治·凱澤齊名。托勒爾的戲劇特色，在於他的戲劇與他的政治參與密切相關，幾乎他的每一部劇作都帶有政治主題，宣揚他的左傾政治理念。
托勒爾的重要劇作包括《轉變》（Die Wandlung）、《群眾與人》（Masse Mensch）、《德國青年亨克曼》（Der deutsche Hinkemann）、《哈啊！人生如斯》（Hoppla, wir leben!），詩集《燕子集》，以及自傳《德國青年》（Eine Jugend in Deutschland，英譯《我是德國人》I was a German）等。

## 生平
托勒爾自幼生長在猶太家庭中，居住在當時屬波森省的Samotschin，在第一次世界大戰前曾經在法國留學，不過在他後來的寫作資料中，很少提到在法國的經歷。1914年大戰爆發時，因為自幼猶太背景生活中的疏離感，為了追求能夠加入當時德國主流社會的認同，因此主動從軍參戰，而在戰場上卻看到了實際的戰爭殘酷，他自己也在1916年時負傷回鄉，從此改變了原本的態度，徹底轉向反戰。
托勒爾在1917年回到慕尼黑大學就學後，又接觸了馬克思主義思想，之後便開始參與校園中的學生運動，以及巴伐利亞地區的獨立社會民主黨的相關活動，並且在1918年參與巴伐利亞蘇維埃革命，在革命失敗後，1919年為威瑪政府所逮捕，從1919年到1924年間在獄中度過五年歲月，而他就是在這五年間，寫下他最重要的劇作，而這幾部劇作首演時，作者本人都無緣目睹。而因為本身的爭議性，在1920年代快速成為德國最出名的劇作家，作品被翻譯成27國語言。
1924年出獄後，托勒親自率領自己的作品《亨克曼》等巡迴演出，並且受邀造訪美國以及蘇俄。1927年與導演厄文·皮斯卡托合作的《哈啊！人生如斯》，後來被人譽為是比擬俄國的安东·契诃夫與康斯坦丁·史坦尼斯拉夫斯基的黃金編導組合。
1930年代的托勒爾除了寫舞台劇之外，同時也寫廣播劇本，以及一部沒有完成的電影劇本。1933年希特勒執政後，因為托勒爾本身的猶太背景以及左傾政治思想，不為納粹所容，因此流亡美國，納粹並公開焚燒托勒爾著作，托勒爾並因此寫下自傳《德國青年》。流亡後的托勒爾並不得意，因為語言的隔閡，托勒爾的作品在美國沒有觀眾，加上婚姻失敗，1939年最後在紐約自殺身亡。

## 作品

### 作品年表
- 《轉變》(Die Wandlung)， 1919年
- 《群眾與人》（Masse Mensch），1921年
- 《機器粉碎者》（Die Maschinenstürmer），1922年
- 《德國青年亨克曼》（Der deutsche Hinkemann），1923年
- 《哈啊！人生如斯》（Hoppla, wir leben!）， 1927年
- 《鍋爐裡的火》（Feuer aus den Kesseln），1930年
- （自傳）《德國青年》（Eine Jugend in Deutschland），1933年於阿姆斯特丹
- 《獄中書信》（Briefe aus dem Gefängnis），1935年於阿姆斯特丹
- （自傳）《我是德國人》（I was a German，《德國青年》英譯本），1934年於紐約

### 《轉變》
是在1918年時原本是當成是宣傳革命的傳單而寫，最後在獄中完成，1919年出版後由Karl Heinz Martin執導首演。《轉變》是托勒爾的自傳性質作品，劇中主角腓德烈（Fredrich）就是托勒爾本人的化身，在這部劇作中總共有十三個畫面（Bilder，相當於「景」的戲劇分隔單位）使用了表現主義戲劇的真實畫面與夢幻畫面交錯的技巧，表現腓德烈如何從志願從軍，到最後成為革命者，最後全劇在呼喊革命中結束。
根據派特森（Michael Patterson）的研究，在馬丁（Karl Heinz Martin）執導的《轉變》首映中，是就目前的紀錄來看，在德國劇場中最早使用燈光的明滅（black out）作為分場手法的戲劇，不同於當時流行的寫實主義戲劇，多還是倚靠布幕分場。

### 《群眾與人》
《群眾與人》是在巴伐利亞革命失敗後的獄中作品，一改在《轉變》中對於革命的樂觀態度，敘述主角「女人」—頌雅（Sonja）雖然是處在中產階級背景，卻傾向支持革命，最後夾在代表政府威權的丈夫與代表革命暴力的「無名氏」之間無法抉擇，一方面她反對政府對人民的壓迫，一方面她的人道主義又反對暴力的革命手段。在其領導的革命失敗後頌雅被軍方逮捕並在最後被槍殺。在劇作表現上，也是一部表現主義的作品，使用真實畫面與夢幻畫面交錯的技巧，全劇有七個畫面，其中有三個是夢幻畫面。

### 《德國青年亨克曼》
1923 年之後托勒爾的風格從表現主義逐漸轉向回到寫實的傳統，《亨克曼》甚至可以說是一部佳構劇，在這部劇作中，托勒爾的興趣也從表現革命英雄，轉向表現在1920年代威瑪德國實際受到大戰傷害以及社會壓迫的勞工生活。亨克曼是《亨克曼》的主角，這個名字在德文中是「殘疾者」之意，亨克曼在大戰中因為受傷而失去性能力，個性也變得乖戾古怪，妻子因為無法忍受這樣的個性而出軌，亨克曼在馬戲團中工作扮演茹毛飲血的德國巨人，卻遭到訕笑，整部劇作以一個三角戀情為中心，卻展現到了外在社會中的層層相互壓迫。《亨克曼》是托勒爾在1920年代演出次數最多的作品。

### 《哈啊！人生如斯》
《哈啊！人生如斯》所處理的問題則是1919年革命的同志，在革命八年之後面對時勢變遷、同志的變節，以及潛在的、新興的納粹左派勢力，應當如何自處的問題。主角卡爾·湯瑪斯（Karl Thomas）在革命失敗後，因此精神不正常，先後在監獄與精神病院中關了八年，出獄後看到過去的同志修正主義者威廉·基曼（Whilhem Kilman）反而成為了政府中的高官，並且製造供戰爭用的毒氣。湯瑪斯又從旅館中的工作，看到各種光怪陸離的社會現狀，在氣憤下欲殺基曼，但是在湯瑪斯打算下手時，基曼卻為右派所暗殺，警察以為湯瑪斯是兇手而逮捕，湯瑪斯以為他原本是為了基曼倒向右派而欲殺之，但是反而卻被右派所殺，在大感世界的荒謬的同時，最後決定自殺。根據紀錄，在首演結束時，在場的工人觀眾紛紛起立合唱國際歌。
《哈啊！人生如斯》是一個相當難以給予定位的作品，因為這部劇中包含了托勒爾與皮斯卡托的共同創作，而前者傾向的是一種個人英雄式的社會主義意識形態，而後者傾向集體主義的社會主義，在合作期間也有不小的摩擦，根據托勒爾原本的初稿，湯瑪斯原本是要更積極的投向革命，選擇自殺是皮斯卡托修改後的結果。此外，《哈啊！人生如斯》是在皮斯卡托新蓋好的劇場中首演（Piscator Buhne），使用了三層樓的特殊設計舞台，並且在劇中插入了新聞電影影片，可說是在劇場中使用多媒體技術相當早的例子。

## 相關研究
只要是表現主義戲劇的相關研究，幾乎都無法不談到托勒爾，在派特森（Michael Patterson）的研究《1900到1933年德國劇場革命》（The Revolution in German Theatre 1900-1933）中，將表現主義分為兩個支派，他將凱澤當成是抽象主義（Abstractionism）支派的代表，而托勒是原始主義（Primitivism）的代表。
在托勒爾的研究專論方面。在托勒過世後隔年，在西方便有威利布蘭德（William Willibrand）所作的研究《恩斯特·托勒爾及其意識型態》（Ernst Toller and Ideology），將托勒的意識型態解讀為傳統的基督教價值， 但是對於托勒的主題研究，主要在1970年代，約翰·史巴來克（John M. Spalek）編纂《恩斯特·托勒爾及其評論》（Ernst Toller and His Critics: A Bibliography）此一關於托勒作品、報刊評論與研究的索引之後而開始。而關於托勒爾的研究也就往往分成兩個方向討論，一是以文學的角度看待托勒，另外則是探討托勒的政治意識型態。
在純文學角度方面，馬爾康·匹塔克（Malcom Pittock）在1979年的《恩斯特·托爾勒》（Ernst Toller）中，主要探討托勒作品的形式問題，在序論中認為托勒的作品主要來自於他的生命經驗。賽西爾·戴維斯（Cecil Davies） 於1995年完成的《恩斯特·托勒爾的劇作：重新評價》（The Plays of Ernst Toller: A Revaluation），則在於討論托勒爾劇作的根源，受到了許多德國傳統文學傳統的影響。
重要的意識型態研究則有兩部，一是麥可·歐薩（Michael Ossar）的《恩斯特·托勒劇中的無政府主義》（Anarchism in the Dramas of Ernst Toller），另一為大衛·多佛（David Dove）的《恩斯特·托勒作品中的革命社會主義》（Revolutionary Socialism in the Work of Enrst Toller）。兩者均認為，托勒的寫作所受到的影響，在政治方面遠較文學方面更為直接，特別是獨立社會民主黨黨魁柯特·伊斯納（Kurt Eisner）、以及高斯塔夫·蘭鐸的直接影響，而從托勒的自傳中發現，特別是蘭鐸所作的《呼喚社會主義》（Aufruf zum Sozialismus）一文對托勒爾的影響為最。
歐薩認為托勒的意識型態屬於無政府主義，而在多佛的研究中也接受歐薩的觀點，他將托勒爾定位成「革命社會主義」，是根植於無政府主義而來，但是只有在《轉變》劇中內容可說與蘭鐸完全一致，在之後劇作以及其他作品中，可以看到托勒對繼承蘭鐸而來的政治意識型態已經發生動搖，且蘭鐸對托勒的影響僅至1927年，之後隨著德國政治局勢的變遷，托勒的意識型態亦產生了變化。

## 相關書籍
- Benson, Renate. German Expressionist Drama: Ernst Toller and Georg Kaiser. New York: Groove Press, 1984.
- Chen. Huimin. Inversion of Revolutionary Ideals: A Study of the Tragic Essence of Georg Buchner’s Dantons Tod, * Ersnt Toller’s Masse Mensch, and Bertolt Brecht’s Die Massnabme. New York: Peter Lang, 1998.
- Davies, Cecil William. The plays of Ernst Toller: A Revaluation. Amsterdam: Harwood Academic. 1996.
- Dove, Richard. He was a German: A Biography of Ernst Toller. London: Libris, 1990.
- Dove, Richard. Revolutionary Socialism in the Work of Enrst Toller. New York: Peter Lang, 1986.
- Kane,Martin. Weimar Germany and the Limits of Political Art :A Study of the Work of George Grosz and Ernst Toller. Scotland: Hutton Press, 1987.
- Ossar, Michael. Anarchism in the Dramas of Ernst Toller: The Realm of Necessity and the Realm of Freedom. New York: State University of New York Press, 1980.
- Spalek, John. Ernst Toller and His Critics: A Bibliography. New York: Haskell House Publishers, 1973.
- Toller, Ernst. Trans Alan Raphael Pearlman, Ernst Toller Plays One. London: Oberon Books, 2000. pp. 199-332.

## 外部連結
- Biographie:Ernst Toller, 1893-1939 （页面存档备份，存于）
- Ernst Toller